# Rock Oz'Arènes
Rock Oz'Arènes est un festival de musique de Suisse.

## Localisation
Le festival se déroule chaque année durant le mois d'août dans le cadre de l'amphithéâtre romain de la ville d'Avenches et propose trois scènes : la grande scène, où passent les artistes les plus célèbres et les scènes du casino et du château (renommée « scène 20 minutes » depuis son déplacement en 2009) pour les artistes moins connus, généralement de Suisse ou de France. Les stands et diverses animations se déroulent dans la ville même d'Avenches.
Le terrain de football communal est, pour l'occasion, transformé en place de camping pour les bénévoles et les campeurs, il arrive que certains groupes des petites et moyennes scènes se produisent au camping.
Malgré son nom, ce festival ne propose pas uniquement du rock mais également du rap, du ragga, de la chanson française, etc.

## Historique
La première édition du festival se déroule fin août 1992. Appelé alors « Arènes d'Avenches », le programme propose uniquement des artistes Suisse et il a pour but de reverser le bénéfice à Terre des Hommes. L'année suivante, le festival est rebaptisé « Rire & Rock » et mélange donc la musique et l'humour. Le festival se déroule sur deux jours.
C'est en 1995 que le festival prend son nom actuel et abandonne totalement l'humour pour la musique. Le festival dure trois jours et le but humanitaire n'est plus une priorité. La réputation du festival se fait petit à petit et c'est en 1999 qu'il donne sa première soirée à guichet fermés grâce au groupe Manau.
En 2001 le festival fête ses 10 ans. C'est en 2002 qu'un quatrième jour est ajouté à la programmation. En 2006, pour leur 15 ans, le festival s'offre une soirée complémentaire en invitant Radiohead. Les 8000 places disponibles pour la soirée ont affiché complet en moins de 2 heures.
Depuis 2008, le festival s'est axé sur une programmation plus “grand public”, moins rock et éclectique comme ce fut le cas par le passé et malgré ce que peut induire son nom.  
Pour l'édition 2011, également l'année des 20 ans du festival, Rock oz'arènes a ré-introduit une soirée dancefloor, nommée pour l'occasion "Electroz'arènes", en plus des 4 jours de festival. Programmation à succès puisque sur les cinq soirées, trois finissent sold out.

## Programmation
Pour chaque année, les artistes suivants (têtes d'affiche) se sont produits au festival (entre parenthèses la fréquentation annuelle).

### Années 2010
28ème Édition - du 14 au 18 août 2019 (36 000)
The New Roses, Scorpions, Boulevard des Airs, Bénabar, Christophe Maé, Jerry Joxx, Maurice West, Brooks, Henri PFR, Kungs, Don Diablo, Headhunterz, Coone, Several Definitions, Andrea Oliva, Lee Van Dowski, Giorgia Angiuli, Dubfire, Sven Väth, Enrico Sangiuliano, Boys Noize, Saint City Orchestra, Alan Stivell, Wardruna
27ème Édition - du 15 au 18 août 2018 (31 000)
James Blunt, Hoshi, Nicola Cavallaro, Texas, Stereophonics, Calexico, Dimitri Vegas & Like Mike, Stress, Mdh, Basseballs, +++ 
26ème Édition - du 09 au 12 août 2017 (35 000)
Marilyn Manson, Ben Harper, Patrick Bruel, Jain, Franz Ferdinand, Gotthard, The Sisters of Mercy, Cali, Julian Perretta, Rival Sons, Vintage Trouble, No One is Innocent, Claudio Capeo, Zeal & Ardor, La Poison, Les Petits Chanteurs À La Gueule De Bois, Pastors of Muppets
25ème Édition - du 01 au 7 août 2016 (34 000)
Limp Bizkit, Robert Plant & the Sensational Space Shifters, Apocalyptica, Seasick Steve, Emir Kusturica & the No Smoking Orchestra, Uriah Heep, Patricia Kaas, Zazie, Hf Thiefaine, Raphael, Stephan Eicher, Bastian Baker, Casseurs Flowters, Rick Ross, DJ Snake, Steve Angello, Jillionaire, Anthony Kavanagh, Eric Antoine
24ème Édition - du 12 au 16 août 2015 (38 000)
The Offspring, Shaka Ponk, Jimmy Cliff, Paloma Faith, Steve Aoki, Alesso, Florent Pagny, M. Pokora, Black M, I Muvrini, Florence Foresti, Shy’m, Youssoupha, William White, Quentin Mosimann, Michael Calfan, Sebastien Benett
23ème Édition - du 13 au 17 août 2014 (35 000)
Billy Talent, Krokus, Motörhead, The Asteroids Galaxy Tour, Within Temptation, We Invented Paris, Iam, Gustav, Solange La Frange, Ira May and the Seasons
22ème Édition - du 14 au 17 août 2013 (40 000)
Mika, Amy Macdonald, David Guetta, Band of Horses, KT Tunstall, Cali, Michel Sardou, Sexion D’assaut, Caravan Palace, Bonaparte, Skip the Use
21ème Édition - du 31 juillet au 5 août 2012 (33 000)
ZZ Top | Gotthard | Alice Cooper | Iggy and The Stooges | DJ Antoine | Igor Blaska | LMFAO | Revolver | Laurent Voulzy | Nolwenn Leroy
20ème Édition - du 03 au 6 août 2011 (37 000)
Bob Sinclar | Tiësto | Bernie Constantin | Scorpions | Clawfinger | Motörhead | Stephen Marley | Ben Harper | Olivia Ruiz | Ben l'Oncle Soul | Stephan Eicher
19ème Édition - du 11 au 14 août 2010 (31 000)
Placebo | Florent Pagny | Status Quo | Christophe Maé | Axelle Red | Gotan Project | Goldfrapp

### Années 2000
18ème Édition - du 12 au 15 août 2009 (32 000)
Philipp Fankhauser | Roger Hodgson | Simply Red | Calexico | Tryo | The Offspring | Joachim Garraud | Grégoire | Madcon | Natalie Imbruglia | Gotthard | CARROUSEL
17ème Édition - du 12 au 16 août 2008 (28 500)
Soulfly | Serj Tankian | Maxïmo Park | Zucchero | Mattafix | The Roots | Stephen Marley | Alpha Blondy | Martin Solveig | Amel Bent | MC Solaar | Sinéad O'Connor | Sinik
16ème Édition - du 15 au 18 août 2007 (30 000)
Joe Cocker | Indochine | Nine Inch Nails | Jimmy Cliff | Stephan Eicher | Sniper | Keny Arkana | Thomas Dutronc | Sananda Maitreya | Devastations | Silverchair | Samael | Malia | The Kevin Flynn band | Kaolin | Suki Brownies | Gojira | Vale Poher | Chris Aaron & the Memphis Knights
15ème Édition - du 15 au 19 août 2006 (32 000)
Radiohead | Jamiroquai | Ice-T feat Bodycount | Oceansize | Babyshambles | Franz Ferdinand | Nada Surf | Sinik | Texas | Calexico | Shabani And The Burnin Birds | Mingmen | Hollywood Porn Stars | Poing Final | Psy4 | The Evpatoria Report
14ème Édition - du 17 au 20 août 2005 (29 000)
Marilyn Manson | Ghinzu | Washington Dead Cats | Zatokrev | The Cure | Good Charlotte | Joseph Arthur | Super700 | Buck 65 | Rosqo | The BeBa Orchestre | Sean Paul | Asian Dub Foundation | Le Peuple de l'Herbe | Bubble Beats | Stress | Zenzile | Sous la surface | Gérald de Palmas | Seeed | Rachid Taha | GMF |  Les Fils de Teuhpu | Procureur & The Tagne's | Folco Orselli
13ème Édition - du 11 au 14 août 2004 (26 500)
Massive Attack | The Offspring | Lou Reed | Bloodhound Gang | The Dandy Warhols | Simple Minds | Jane Birkin | Nina Hagen | Pleymo | Corneille | Popa Chubby | DEUS | Sinsemilia | Puppetmastaz | Electric Eel Shock | La Caravane Electro | Ray Wilko | Petit Vodo | The Watzloves | Kera | Brazen | Underschool Element | The Mad Cowgirl Disease | Pendleton | Manufactur | Swab | The Rambling Wheels | Marco Di Maggio & The Acousticats
12ème Édition - du 13 au 16 août 2003 (31 000)
Placebo | Manu Chao & Radio Bemba Sound System | Deep Purple | Beck | Grandaddy | Sum 41 | Keziah Jones | Staind | Dionysos | O Jarbanzo Negro | Patent Ochsner | Napoleon Washington | Console | King Khan & His Shrines | The Peacocks | Die Zorros | Hell's Kitchen | The Otiacs |  Open Season |  A Season Drive | Cosmonautes | Kruger | Velma | Voodoocake | Tasteless | L'Orchestre Improbable
11ème Édition - du 14 au 17 août 2002 (29 000)
Joe Cocker | Muse | Incubus | Faithless | Morcheeba | Patti Smith | Stereo MC's | Jimmy Eat World | Beverly Jo Scott | Arno | P18 | Orishas | Superbus | Vive la fête | Demilliac | The Dead Brothers | Hillbilly Moon Explosion | Whysome | Staff | Tulipe | Magicrays | Houston Swing Engine | Freebase Corporation | The Mad Lighters |Zeno Tornado
10ème Édition - du 16 au 18 août 2001 (21 000)
Iggy Pop | Green Day | Frank Black and The Catholics | Lovebugs | Prodigy | Asian Dub Foundation | Eagle-Eye Cherry | Melanie C | Matmatah | Mich Gerber | Tryo | Büne Huber | Pascal Parisot | Zorg | Hush | Chewy | Wonderspleen | Virago | Sinner DC | Honey for Petzi | Swandive | Flying Red Fish | Urbancy | Jacky Lagger | Reverend Beat-Man
9ème Édition - du 17 au 19 août 2000 (16 000)
Placebo | K's Choice | Heather Nova | Patricia Kaas | Michael von der Heide | Johnny Clegg | Linton Kwesi Johnson | Touré Kunda | Celia Cruz | Favez | Playskool | Gnu | Unfold | Moonraisers | Valium Speed | Lunik

### Années 1990
8ème Édition - du 12 au 14 août 1999 (10 000)
Suede | The Silencers | Manau | Perry Rose | Oscar D'León | Lee Scratch Perry | Mãozinah | Shovel | Skirt | Noï | Red Cardell | Diwall | Lokua Kanza | Brico Jardin | Jacky Lagger
7ème Édition - du 13 au 15 août 1998 (9 000)
PJ Harvey | The Young Gods | Lo Fidelity Allstars | Fonky Family | KDD | Afro Jazz | Double Pact | Carleen Anderson | Native | MXD | The Driven | Alabama 3 | Big Youth & Adbloyt Abashi | Soap TV | Drowning Boats
6ème Édition - du 14 au 16 août 1997 (8 000)
Jimmy Cliff | NTM | Dolly | Lofofora | Luka Bloom | Teri Moïse | Polar | Glen of Guinness | Sam Seale & John Woolloff | Turning Point Band | Jazz Orange | Jeff de Paris
5ème Édition - du 15 au 17 août 1996 (8 000)
Ice-T | Neneh Cherry | The Wailers | Big Soul | Aston Villa | KoЯn | Silmarils | Assassin | Big Geraniums | Diancandor | Averse de Soleil | Bernard Lavilliers | Red Eye Express | Henri Dès
4ème Édition - du 24 au26 aout 1995 (5 700)
Alpha Blondy | The Toy Dolls | Jad Wio | New Model Army | Sens unik | Silent Majority | Daran et les chaises | Fou | China Moses | Core | Ashbury Faith | Safara
3ème Édition - Le 29 août 1994 (1 500)
The Godfathers | The Gang | The Christians | The Failure | Maniacs | La Frontera | Sidewalk | Wooloomooloo | Rated-X | Die Live | Ashbury Faith | The Learned
2ème Édition - du 20 au 31 juillet 1993 (2 000)
The Young Gods | Wooloomooloo | Motowns | The Kevin Flynn Band | Living Sons | Moontrack | Mindgap | Tea for Two
1ère Édition - le 29 août 1992 (730)
Constantin | Le Beau Lac de Bâle | Dom Torsch | Les Dépanneurs | Bretelle 007 | More Experience | Fun Gögh | Silicone Carnet | Exces